# Nanaguna erastioides
Nanaguna erastioides är en fjärilsart som beskrevs av Walker 1862. Nanaguna erastioides ingår i släktet Nanaguna och familjen trågspinnare. Inga underarter finns listade i Catalogue of Life.